# Ctirad Kohoutek
Ctirad Kohoutek (* 18. März 1929 in Zábřeh na Moravě; † 19. September 2011 in Brünn) war ein tschechischer Komponist, Musikwissenschaftler und -pädagoge.
Kohoutek studierte nach dem Abschluss des Realgymnasiums am Konservatorium und der Janáček-Musikakademie (JAMU) Musiktheorie, Komposition und Dirigieren bei Vilém Petrželka, Jan Šoupal und Jaroslav Kvapil. 1963 nahm er an der Summer School of Music mit Witold Lutosławski in Dartington teil, 1965 besuchte er die Darmstädter Ferienkurse mit Pierre Boulez und György Ligeti. An der Palacký-Universität Olmütz erhielt er 1973 den Grad eines Doktors der Philosophie (PhDr.) in Musiktheorie und -geschichte.
Von 1953 bis 1980 unterrichtete Kohoutek an der Janáček-Musikakademie, zunächst als Assistent, später als Dozent für Komposition. Von 1976 bis 1980 war er Prorektor für Forschung und internationale Beziehungen. Von 1980 bis 1990 wirkte er als Professor für Komposition an der Akademie der musischen Künste in Prag. Daneben war er von 1980 bis 1987 Direktor der Tschechischen Philharmonie.
Als Komponist begann Kohoutek mit von der klassischen und romantischen Tradition geprägten und von tschechischer Folklore beeinflussten Werken. Später fand er zu einer eigenen Tonsprache, die auf einer graphischen Kompositionsmethode beruhte. In seinen späten Werken kehrte er im Interesse einer leichteren Zugänglichkeit zu einer einfacheren Tonsprache zurück. Neben Orchesterwerken und Kammermusik komponierte er zahlreiche Chorwerke sowie Stücke für den Musikunterricht.
Der Astronom Luboš Kohoutek war sein Bruder; der von ihm entdeckte Asteroid des äußeren Hauptgürtels (2375) Radek wurde nach Ctirad Kohoutek benannt.